# Arkadiusz Lisiecki

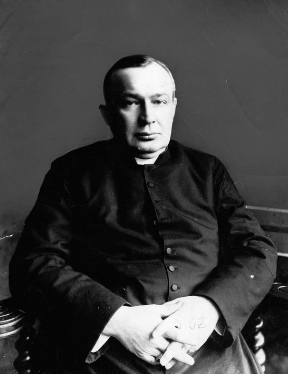
Arkadiusz Lisiecki

Arkadiusz Lisiecki (* 12. Januar 1880 in Posen; † 13. Mai 1930 in Teschen, Polen) war Bischof von Kattowitz und polnischer Politiker.

## Leben
Ausgebildet in Paris und Rom, empfing er am 17. Dezember 1904 die Priesterweihe. Er hatte viele Ämter in Kirche und Gesellschaft inne, war Redakteur und Herausgeber von Zeitungen, Monats- und Quartalszeitschriften. Er wurde als Delegierter in den Sejm gewählt und war Mitglied des Obersten Volksrates in Polen. Als Professor für Moraltheologie und Kanonisches Recht lehrte er am Priesterseminar in Gnesen.
Papst Pius XI. ernannte ihn am 24. Juni 1926 zum Bischof von Kattowitz. Die Bischofsweihe spendete ihm am 24. Oktober 1926 seine Vorgänger, der seinerzeitige Erzbischof von Gnesen und Posen, August Hlond; Mitkonsekratoren waren Stanislaw Wojciech Okoniewski, Bischof von Chelmno (Kulm), und Antoni Laubitz, Weihbischof in Gnesen und Posen. Arkadiusz Lisieckis bischöflicher Wahlspruch lautete: Ut unum sint („Damit sie eins seien“).
Am 30. Oktober 1926 wurde er in der Christkönigskathedrale von Kattowitz inthronisiert.
Er starb in Teschen und wurde in der Kirche St. Peter und Paul in Kattowitz beigesetzt. 1991 wurde der Sarg in die Krypta der Christkönigskathedrale überführt.